# Alcantarea geniculata
Alcantarea geniculata es una especie  de planta perteneciente a la familia de las alcantareas. Es una especie endémica de Brasil.

## Taxonomía
Alcantarea geniculata fue descrita por (Wawra) J.R.Grant y publicado en Tropische und subtropische Pflanzenwelt 91: 13. 1995.
Etimología;
Alcantarea: nombre genérico otorgado en homenaje a Pedro de Alcántara (1840-1889), segundo emperador de Brasil.
geniculata: epíteto
Sinonimia
- Vriesea geniculata (Wawra) Wawra
- Alcantarea geniculata (Wawra) J.R.Grant
- Alcantarea glaziouana (Lem.) Leme
- Platystachys geniculata Wawra
- Vriesea glaziouana Lem.
- Vriesea regina var. glaziouana (Lem.) Wawra
- Vriesea vasta Mez